# ExTrA
Pour les articles homonymes, voir Extra (homonymie).
ExTrA, en anglais Exoplanets in Transits and their Atmospheres, en français « Exoplanètes en transits et leurs atmosphères », est un projet scientifique de l'Institut de planétologie et d'astrophysique de Grenoble. L'objectif de ce projet est de détecter des exoplanètes de la taille de la Terre autour d'étoile de type naine M. Ce projet est financé par l'Union européenne via le Conseil européen de la recherche.
Trois téléscopes de 0,6 m sont utilisés à l'Observatoire de La Silla au Chili mais sont pilotés depuis Grenoble. ExTra qui doit déterminer les propriétés des exoplanètes ainsi que leur composition afin d’établir leur degré de similitude avec la Terre, utilise un système de recombinaison par fibres optiques en utilisant ses trois télescopes avec un seul et même détecteur infrarouge de relativement petite taille. La première lumière est reçue en janvier 2018.